# Arabia Saudita ai Giochi della XXXIII Olimpiade
L'Arabia Saudita ha partecipato ai Giochi della XXXIII Olimpiade, che si sono svolti a Parigi dal 26 luglio all'11 agosto 2024, con una delegazione di 8 atleti, 6 uomini e 2 donne in 4 discipline.

## Delegazione
| Sport            | Uomini | Donne | Totale |
| ---------------- | ------ | ----- | ------ |
| Atletica leggera | 2      | 0     | 2      |
| Equitazione      | 3      | 0     | 3      |
| Nuoto            | 1      | 1     | 2      |
| Taekwondo        | 0      | 1     | 1      |
| Totale           | 6      | 2     | 8      |

## Risultati

### Atletica leggera
| Q | Qualificato al turno successivo per la posizione in qualificazione                                                           |
| q | Qualificato per il turno successivo per ripescaggio o, negli eventi su campo, conquistando la misura minima per qualificarsi |

Maschile
Eventi su campo
| Atleta           | Evento           | Batteria         | Batteria         | Semifinale      | Semifinale      | Finale          | Finale          |
| Atleta           | Evento           | Risultato        | Posizione        | Risultato       | Posizione       | Risultato       | Posizione       |
| ---------------- | ---------------- | ---------------- | ---------------- | --------------- | --------------- | --------------- | --------------- |
| Mohammed Tolo    | Getto del peso   | 20.65            | 15               | non qualificati | non qualificati | non qualificati | non qualificati |
| Hussain Al-Hizam | Salto con l'asta | non classificato | non classificato | non qualificati | non qualificati | non qualificati | non qualificati |

### Equitazione

#### Salto a ostacoli
| Atleta                                             | Cavallo                                | Gara        | Qualificazione | Qualificazione | Finale          | Finale          |
| Atleta                                             | Cavallo                                | Gara        | Penalità       | Posizione      | Penalità        | Posizione       |
| -------------------------------------------------- | -------------------------------------- | ----------- | -------------- | -------------- | --------------- | --------------- |
| Ramzy Al Duhami                                    | Untouchable 32                         | Individuale | 0              | 19             | 4               | 11              |
| Khaled Almobty                                     | Jaguar King Wd.                        | Individuale | 8              | 46             | non qualificato | non qualificato |
| Abdulrahman Alrajhi                                | Ventago                                | Individuale | 0              | 10             | 6               | 13              |
| Ramzy Al Duhami Abdulrahman Alrajhi Khaled Almobty | Untouchable 32 Ventago Jaguar King Wd. | A squadre   | 28             | 19             | non qualificati | non qualificati |

### Nuoto
Maschile
| Atleta         | Evento             | Batterie | Batterie  | Semifinali      | Semifinali      | Finale          | Finale          |
| Atleta         | Evento             | Tempo    | Posizione | Tempo           | Posizione       | Tempo           | Posizione       |
| -------------- | ------------------ | -------- | --------- | --------------- | --------------- | --------------- | --------------- |
| Zaid Al-Sarraj | 100 m stile libero | 51"21    | 53        | non qualificato | non qualificato | non qualificato | non qualificato |

Femminile
| Atleta          | Evento             | Batterie | Batterie  | Semifinali      | Semifinali      | Finale          | Finale          |
| Atleta          | Evento             | Tempo    | Posizione | Tempo           | Posizione       | Tempo           | Posizione       |
| --------------- | ------------------ | -------- | --------- | --------------- | --------------- | --------------- | --------------- |
| Mashael Al-Ayed | 200 m stile libero | 2'19"61  | 29        | non qualificata | non qualificata | non qualificata | non qualificata |

### Taekwondo
Femminile
| Atleta         | Evento | Ottavi                        | Quarti                               | Semifinale           | Ripescaggio Turno 1              | Finale                          | Classifica |
| Atleta         | Evento | Avversario Risultato          | Avversario Risultato                 | Avversario Risultato | Avversario Risultato             | Avversario Risultato            | Classifica |
| -------------- | ------ | ----------------------------- | ------------------------------------ | -------------------- | -------------------------------- | ------------------------------- | ---------- |
| Dunya Abutaleb | −49 kg | Avishag Semberg (ISR) V (2-1) | Panipak Wongpattanakit (THA) P (0-2) | non qualificato      | Oumaima El-Bouchti (MAR) V (2-0) | Mobina Nematzadeh (IRI) P (0-2) | 5°         |